# قرار مجلس الأمن التابع للأمم المتحدة رقم 1130
قرار مجلس الأمن التابع للأمم المتحدة 1130 ، الذي اتخذ بالإجماع في 29 سبتمبر 1997 ، بعد إعادة تأكيد القرار 696 (1991) وجميع القرارات اللاحقة بشأن أنغولا ، ولا سيما القرار 1127 (1997) ، علق المجلس، متصرفا بموجب الفصل السابع من ميثاق الأمم المتحدة ، سن قيود على السفر ضد يونيتا حتى الساعة 00:01 بتوقيت شرق الولايات المتحدة في 30 أكتوبر 1997.
وشدد المجلس على أن يونيتا تمتثل للأحكام الواردة في القرار 1127 ، مشيرا إلى أن استمرار عدم امتثالها سيقود المجلس إلى النظر في فرض تدابير إضافية ضدها. كانت يونيتا مطلوبة لنزع سلاح قواتها، واستكمال تحويل محطة إذاعة فورغان فيها إلى محطة إذاعية غير حزبية، وبسط سلطة الدولة على المناطق التي تسيطر عليها.

## وصلات خارجية
- Text of the Resolution at undocs.org